# Lucia van Tripoli
Lucia van Tripoli (overleden na 1292 of 1299) was de laatste gravin van Tripoli.
Ze was een dochter van Bohemund VI van Antiochië en Sibylla van Armenië, ze volgde haar broer Bohemund VII van Antiochië op, na diens overlijden in 1287. Bertrand van Gibelet was in de periodes van afwezigheid van Lucia, vervangend regent, maar deze was onder de adellijke gemeenschap niet erg populair geworden waardoor er een afgescheiden administratie bestond. Nadat Lucia dit vernam kwam ze terug vanuit Auxerre waar ze gehuwd was met Narjot de Tourcy, om de ruzie te beperken, maar later zouden de conflicten alleen maar erger worden, toen het conflict zich uitbreidde tussen de Genuese vloot en de Venetiaanse, waardoor het graafschap Tripoli kon worden ingenomen door de mammelukken.